# Yrkeshögskola i Finland

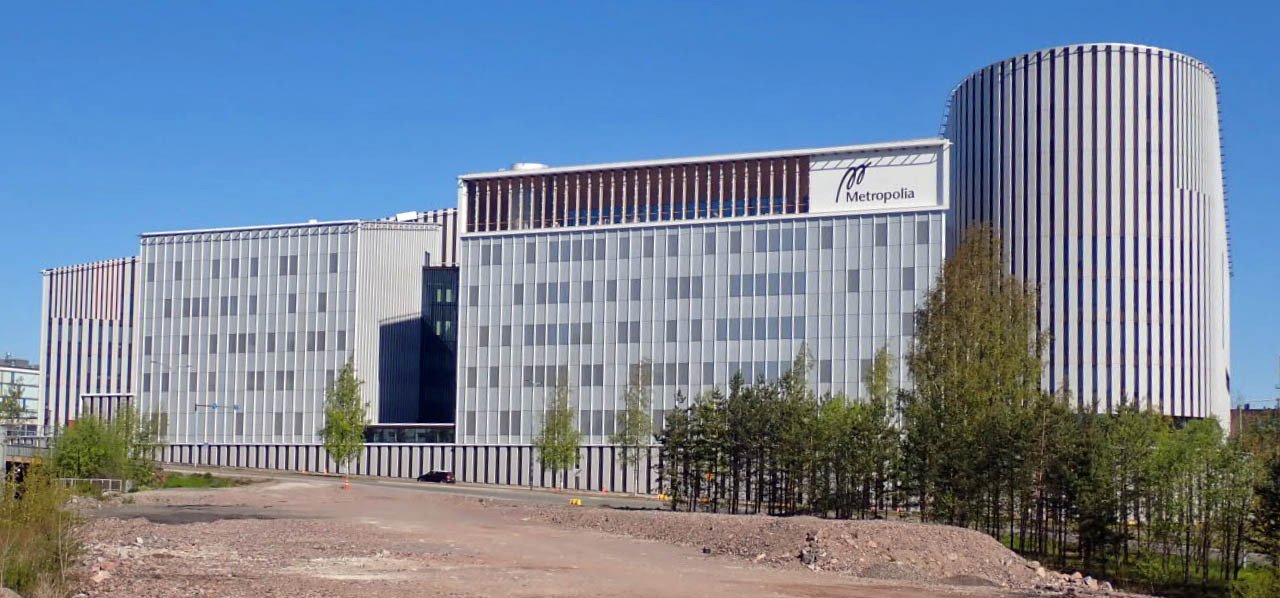
Yrkeshögskolan Metropolia i Kvarnbäcken i Helsingfors

Yrkeshögskolorna (på finska ammattikorkeakoulu förkortat AMK)  utgör den praktiskt inriktade delen av den högre utbildningen i Finland. I början av 2020 fanns det 24 yrkeshögskolor i Finland.

## Allmänt
Ålands högskola är den enda yrkeshögskolan på Åland och dess huvudman är Ålands landskapsregering. Den är svenskspråkig. Av de 23 lokaliserade på Finlands fastland är nästan alla underordnade Undervisnings- och kulturministeriet och organiserade som aktiebolag, som har begränsning i vinstutdelningar till aktieägarna. Undantaget utgörs av Polisyrkeshögskolan, som lyder under Polisstyrelsen och sorterar därmed under Inrikesministeriet. Den har både finska och svenska som undervisningsspråk. Yrkeshögskolorna Novia (Österbotten, Egentliga Finland och västra Nyland) och Arcada (huvudstadsregionen) är också svenskspråkiga. 
Högskolor och universitet utgör en så kallad dual modell i det finska utbildningssystemet, där var och en har sin egen roll. Med andra ord har yrkeshögskolorna en starkare tonvikt på yrkeskompetens och mindre på forskningen än universiteten. Yrkeshögskolorna ska ge yrkesinriktad högre utbildning. Deras forskning består ofta av tillämpad forskning och innovation och syftar till att stödja näringslivet i området liksom själva utbildningen. Universiteten bedriver forskning och baserat på forskningen bedriver de högre utbildning. 

## Examina
Det finns två huvudsakliga typer av examina:
- yrkeshögskoleexamen: Den omfattar 180, 210, 240 eller 270 studiepoäng, vilket motsvarar 3, 3,5, 4 eller 4,5 år. Den innehåller praktik om minst 30 studiepoäng.
- högre yrkeshögskoleexamen: Den omfattar 60 eller 90 studiepoäng och innebär en fördjupning av yrkeskunskaperna. Vid internationellt samarbete kan det bli 120 studiepoäng.

Dessutom finns det yrkespedagogiska lärarutbildningar om 60 studiepoäng.

## Nuvarande situation

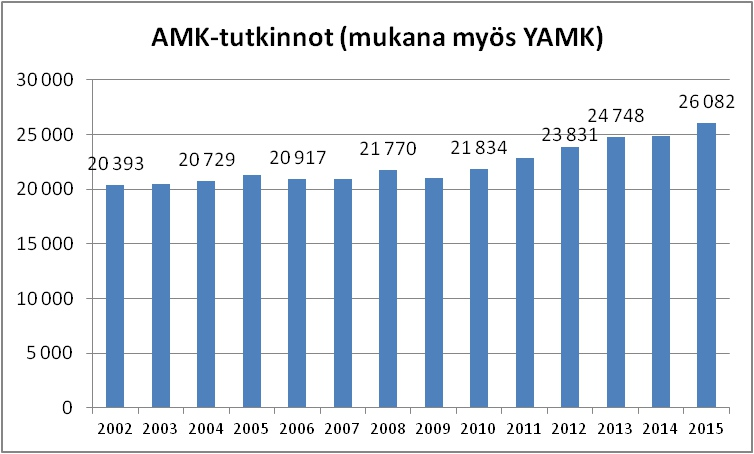
Totala antalet yrkeshögskoleexamina.

År 2015 studerade 139 727 studenter vid finländska yrkeshögskolor med sikte mot en examen, varav cirka 10 000 studerade för en högre yrkeshögskoleexamen. Sammanlagt utfördades 26 175 examina, varav cirka 2400 högre yrkeshögskoleexamen. Kvinnor stod för 61% av alla studenter. De flesta examina utfärdades inom social-, hälso- och idrottsområdet (34 %), inom teknik och transport (24 %)  och inom samhällsvetenskap, företag och administration (21 %). 

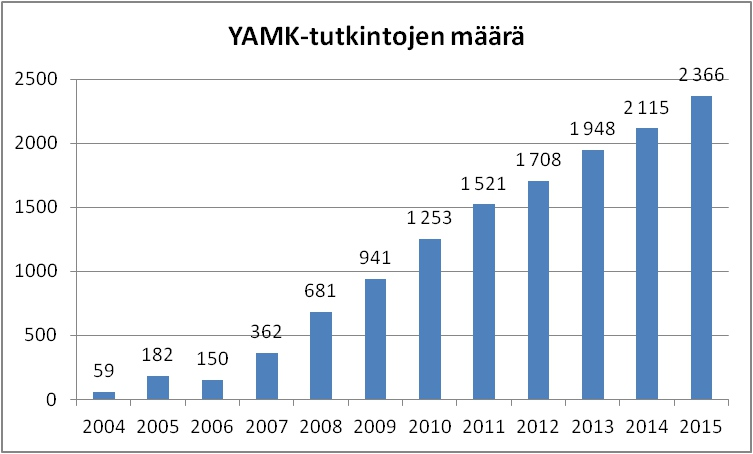
Antalet högre yrkeshögskoleexamina.

## Exempel på yrkesutbildningar
Här kommer några exempel olika utbildningsprogram med längden i studiepoäng:

### Yrkeshögskoleexamen

#### Bioekonomi
Agrolog (YH) och skogsbruksingenjör (YH) omfattar 240 sp.

#### Företagsekonomi
Merkonom (YH) och tradenom (YH) omfattar 210 sp

#### Kultur
Bildkonstnär (YH), formgivare (YH), medianom (YH), musiker (YH), musikpedagog (YH), scenkonstpedagog (YH) omfattar 240 sp.

#### Sjöfart
Sjökapten (YH) är lite längre med 270 sp.

#### Social- och hälsovård
De olika programmen bioanalytiker (YH), röntgenskötare (YH), sjukskötare (YH) och socionom (YH) omfattar 210 sp. Programmen för att bli hälsovårdare (YH), förstavårdare (YH) och barnmorska är längre (240 sp, 240 sp, respektive 270 sp). Då blir man också sjukskötare (YH).

#### Teknik
Byggmästare (YH) omfattar 210 sp medan ingenjör (YH) är lite längre 240 sp. Denna utbildning har olika inriktningar:
- byggnads- och samhällsteknik,
- el- och automationsteknik,
- lantmäteriteknik,
- maskin- och produktionsteknik samt
- produktionsekonomi.

### Högre yrkeshögskoleexamen

#### Social- och hälsovård
- barnmorska (högre YH)
- bioanalytiker (högre YH)
- hälsovårdare (högre YH)
- röntgenskötare (högre YH)
- sjukskötare (högre YH)
- socionom (högre YH)

#### Teknik
- ingenjör (högre YH)